# 아프리카늑대
아프리카늑대 또는 제노코욘(라틴어: Xenocyon)은 플라이스토세 유라시아에 서식한 개과의 멸종한 종이다. 이 종은 126,000년에서 180,000년 전 살았으며 약 1,674,000년 정도 서식했다.

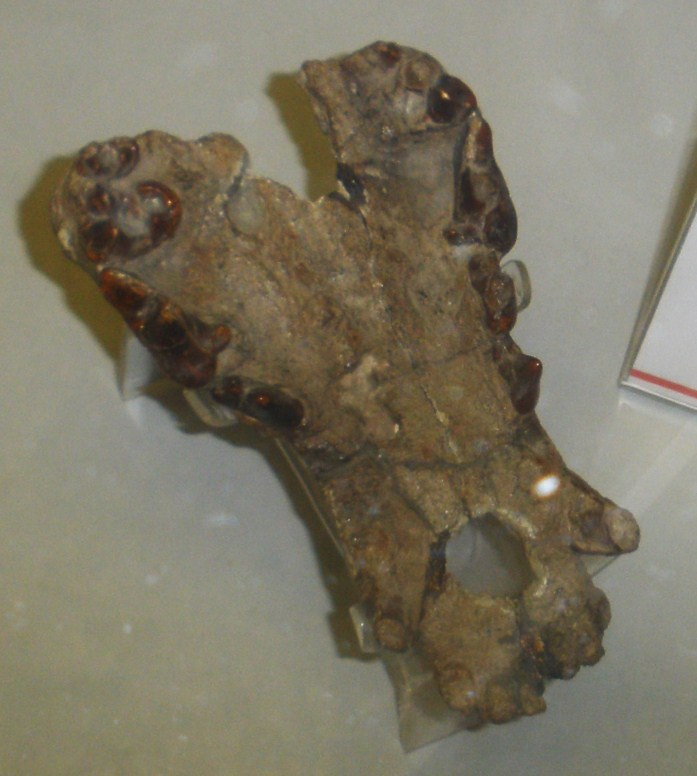
아프리카늑대의 턱뼈.

이 종의 먹이는 아마도 영양, 사슴,  오록스, 개코원숭이, 야생말, 인간으로 추측된다. 또한 이 종은 아프리카야생개(Lycaon pictus)와 남동아시아의 승냥이(Cuon alpinus), 사르데냐승낭이(Cynotherium sardous), 멸종한 자바개(Megacyon merriami, Mececyon trinilensis)의 선조로 추측된다.
아프리카늑대에 대한 일반적 속은 논쟁이 되고 있다. 제노코욘 속에 대한 대안으로 최근 학자들은 리카온에 속한 종으로 부르거나 개과의 종으로 부르고 있다.